# Peter Lurie
Pour les articles homonymes, voir Lurie.
Peter Lurie est un acteur né le 16 janvier 1962.

## Filmographie
- 1994 : The Crow : Voice (eric draven) (voix)
- 1997 : Fushigi Yûgi: The Mysterious Play - Reflections OAV 3 (vidéo) (voix)
- 1999 : Arc the Lad (série télévisée) : Alfred (ep. 1), Hunter C (ep. 4) (voix)
- 1999 : At Face Value : Announcer
- 1999 : Street Fighter Zero (vidéo) : (English version) (voix)
- 1999 : Crashbox (série télévisée) : Jumpin' Johnny Jumble (voix)
- 2000 : Mayonaka no tantei Nightwalker (série télévisée) : Father, Breed (voix)
- 2000 : Rurouni Kenshin (série télévisée) : Sobei Sumidaya (voix)
- 2001 : Transformers: Robots in Disguise (série télévisée) : Slapper
- 2002 : The ChubbChubbs! : Zyzaks (voix)
- 2002 : Portal (série télévisée) : The Drifter (voix)
- 2003 : Horse Racing TV (série télévisée) : Host